# 弗朗齐歇克·贡谢尼察·格龙
弗朗齐歇克·贡谢尼察·格龙（波蘭語：Franciszek Gąsienica Groń，1931年9月30日—2014年7月31日），波兰男子北欧两项运动员。他曾代表波兰参加1956年冬季奥林匹克运动会北欧两项比赛，获得个人赛铜牌。